# Trasloco accidentato
Trasloco accidentato (Muzzle Tough) è un film del 1954 diretto da Friz Freleng. È un cortometraggio d'animazione della serie Merrie Melodies, distribuito negli Stati Uniti il 26 giugno 1954. Dal 1998 viene distribuito col titolo A muso duro.

## Trama
La Nonna, Titti ed Ettore traslocano in una nuova casa. Silvestro, che sta dormendo sul muretto che circonda la casa, nota subito Titti e scende dal muretto, ma viene cacciato via da Ettore. Progettando di superare Ettore e farsi strada in casa, Silvestro si traveste da lampada mettendosi un paralume in testa, ma Titti gli inserisce la coda nella presa dandogli la scossa, dopodiché Ettore lo caccia via di nuovo. Silvestro quindi finge di essere uno dei traslocatori e porta in casa un pianoforte. Titti lo guida su per le scale fino all'ultimo piano e attraverso una porta, facendolo precipitare con il pianoforte nella strada sottostante. Facendo un altro tentativo, Silvestro si nasconde sotto una pelle d'orso per avvicinarsi di soppiatto a Titti e si arrampica sulla sua gabbia, ma la nonna, pensando che l'orso si fosse finto morto, spara al gatto diversi colpi di pistola prima che Ettore lo scacci di nuovo. Silvestro infine si traveste da voluttuosa cagnolina per attirare Ettore lontano dai gradini d'ingresso e tramortirlo. Tuttavia, prima che ci riesca, un accalappiacani cattura Silvestro e lo chiude nel suo camion. Indignato, Silvestro si smaschera per dimostrare di essere in realtà un gatto: un errore fatale, poiché tutti i cani nel camion se ne accorgono immediatamente e lo aggrediscono. Titti crede di essere finalmente al sicuro, prima di vedere nella stanza due gatti che si tolgono i paralumi dalla testa.

## Distribuzione

### Edizione italiana
Il corto fu distribuito in Italia il 17 dicembre 1968 nel programma Silvestro e Gonzales: Sfida all'ultimo pelo!; il doppiaggio fu eseguito dalla C.D.C. Negli anni '80, per la trasmissione televisiva, il corto fu ridoppiato dalla Effe Elle Due sotto la direzione di Franco Latini su dialoghi di Maria Pinto; questi ultimi sono perlopiù differenti da quelli dell'edizione originale. Inoltre il doppiaggio fu realizzato senza utilizzare la colonna internazionale, quindi la musica presente durante i dialoghi fu rimossa. Nel 1998, per l'inclusione nella VHS S.O.S. Tittanic, fu eseguito un secondo ridoppiaggio dalla Angriservices Edizioni sotto la direzione di Renzo Stacchi su dialoghi di Giorgio Tausani.

### Edizioni home video

#### VHS
America del Nord
- Sylvester & Tweety's Tale Feathers (1993)
- Looney Tunes: The Collector's Edition - Canine Corps (1999)

Italia
- Silvestro e Gonzales: Sfida all'ultimo pelo! - 2ª parte (1987)[6]
- S.O.S. Tittanic (ottobre 1998)
- Titti: Un amore di canarino (marzo 2000)

#### DVD
Il cortometraggio è stato inserito nel DVD-Video Tweety: Un amore di canarino, uscito in Italia il 23 giugno 2010.

#### Blu-ray Disc
Il corto è stato inserito nel Blu-ray Disc Looney Tunes Collector's Choice: Volume 4, distribuito in America del Nord il 26 novembre 2024.